# Śledztwo na cztery ręce
Śledztwo na cztery ręce (ang. Partners in Crime) — zbiór opowiadań Agathy Christie wydany w 1929 roku. W charakterze detektywów występuje w nim małżeństwo Beresfordów.

## Opis fabuły
Tuppence dopada nuda stanu małżeńskiego. Gdy pewnego dnia Tommy dostaje polecenie założenia agencji detektywistycznej jako przykrywki do kontaktów z rosyjskimi szpiegami, z zapałem podchwytuje pomysł i znów oboje wkraczają na szpiegowską ścieżkę.

## Opowiadania
Oryginalnie niepowiązane ze sobą utwory (niektóre pod innymi tytułami) były drukowane w latach 1923-28 na łamach brytyjskich czasopism. Inna od tej w książce była także kolejność pojawiania się ich w prasie. Przed publikacją zbioru w 1929 roku Christie zmieniła tytuły i porządek opowiadań oraz dokonała drobnych zabiegów, które nadały spójności przygodom pary bohaterów.
Zbiór zawiera 14 opowiadań, w tym 3 dwuczęściowe:
- Wróżka na kominku / Filiżanka herbaty (dwuczęściowe)
- Różowa perła
- Złowrogi interesant
- Impas pod króla / Dżentelmen ubrany w gazetę (dwuczęściowe)
- Zaginiona dama
- Opaska ślepca
- Człowiek we mgle
- Szeleszcz
- Tajemnica Sunningdale
- Dom, w którym czai się śmierć
- Niepodważalne alibi
- Córka pastora (dwuczęściowe; w oryginale obie części posiadają różne tytuły: The Clergyman's Daughter / The Red House)
- Buty ambasadora
- Człowiek, który był numerem 16